# Зангеланський район
Зангеланський район (Зангіланський) (азерб. Zəngilan rayonu) — де-юре адміністративно-територіальна одиниця у південно-західній частині Республіки Азербайджан, де-факто ця територія окупована вірменськими силами восени 1993 року в ході Карабаського конфлікту й донині контролюється невизнаною Нагірно-Карабаською Республікою. Відповідно до адміністративно-територіального поділу НКР, територія Зангеланського району включена до складу Кашатазького району. Факт окупації Зангеланського району визнано й засуджено резолюціями Ради Безпеки ООН №884 від 12 листопада 1993 року  й Генеральної Асамблеї ООН №62/243 від 25 квітня 2008 року , у яких, зокрема, підтверджено територіальну цілісність Азербайджану й містяться вимоги виведення вірменських сил.
Адміністративний центр – місто Зангелан.

## Географія
Зангеланський район розташований на південному заході республіки, на півночі від річки Аракс, межує з Вірменією та Іраном.
На території району в основному представлено мезозойський рельєф, розповсюджені крейдові, вулканічні й осадкові породи. Рештки Юрського та Крейдового періодів, розповсюджені на гірських територіях, належать до періоду 150-200 тис. років тому. На території є вершини Барбар і Салафір (2270 м), ця гірська гряда переходить у Аракську ущелину поблизу Агбенда, Вегналі. У напрямку сіл Собу-Топ-Даллаклі – інша гряда, що починається з Шукуратазької височини й спускається ближче до Араксу.
Територія району багата на корисні копалини: молібден, золото, будівельні матеріали, вапняк тощо.

## Історія

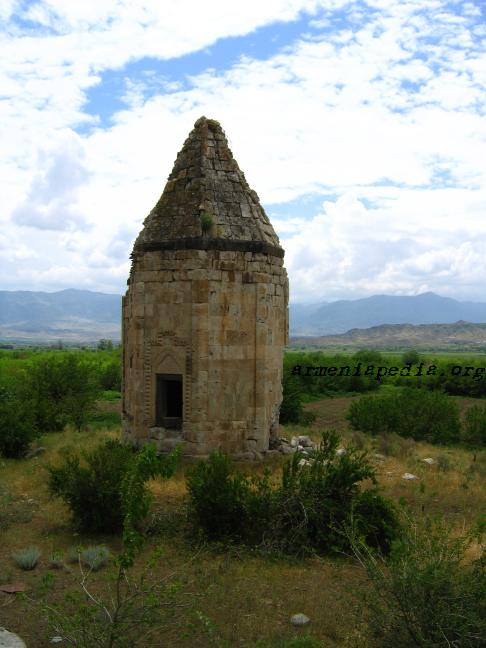
Мавзолей ібн Мухаммада аль-Хаджа

У Середньовіччя провінція Ковсакан була відомішою під назвою фортеці Грхаму, що розташовувалась там. 
Під час визначення кордонів радянських республік до складу Капанського району Вірменської РСР увійшла тільки волость Ачанан, й лише західна частина була включена до складу Вірменії, а східні, найсприятливіші території увійшли до складу Азербайджанської РСР. Тут у 1930 році було створено Зангеланський адміністративний район.
29 жовтня 1993 року район перейшов під контроль вірменських збройних сил.
На території району знаходяться історичні пам’ятки, що охороняються державою: у селі Хаджиалли — кругова вежа, у селі Мамедбейлі — восьмикутна гробниця Ях'ї ібн Мухаммада аль-Хаджа (1304—1305) .